# Maḩramān
Maḩramān (persiska: محرمان) är en ort i Iran.   Den ligger i provinsen Gilan, i den nordvästra delen av landet, 240 km nordväst om huvudstaden Teheran. Maḩramān ligger 107 meter över havet och antalet invånare är 293.
Terrängen runt Maḩramān är kuperad åt sydväst, men åt nordost är den platt.Runt Maḩramān är det ganska tätbefolkat, med 111 invånare per kvadratkilometer. Närmaste större samhälle är Fūman, 16,5 km norr om Maḩramān. I omgivningarna runt Maḩramān växer i huvudsak blandskog.